# Музей архітектури давньоруського Переяслава
Музей архітектури давньоруського Переяслава Національного історико-етнографічного заповідника «Переяслав» — тематичний краєзнавчий музей української архітектури епохи Київської Русі у Переяславі. Складова частина Національного історико-етнографічного заповідника «Переяслав». Заснований 1982 року.

## Історія створення, приміщення музею
Музей архітектури давньоруського Переяслава відкритий у травні 1982 року у павільйоні, спорудженому над залишками унікальної археологічної пам'ятки — собору Архістратига Михаїла XI століття. Відкриття музею відбулося під час урочистого святкування 1500-літнього ювілею Києва. Ініціатором його створення був Герой України, директор Переяславського історико-етнографічного заповідника Михайло Іванович Сікорський. Павільйон музею та експозиція побудовані у 1980—1982 роках силами Переяслав-Хмельницького історико-культурного заповідника (нині НІЕЗ «Переяслав»). Оригінальне приміщення зведене реставраторами заповідника за проєктом М. І. Сікорського та Ф. Ф. Дарди.
Від руїн стародавнього Михайлівського собору залишились наполовину розібрані фундаменти та місцями нижня частина стін. Павільйоном накрита північно-західна частина фундаментів собору — приблизно чверть всієї його площі. Решта фундаментів трасована на сучасній поверхні. Вхід у павільйон розміщений над залишками притвору–тамбуру, прибудованого до основного масиву будівлі. Це був центральний вхід до собору.

## Експозиція
Музейне приміщення має підвальний характер — перебуває нижче рівня сучасної денної поверхні, а його долівка знаходиться нижче стародавньої. Тому відвідувачі можуть бачити не лише збережену нижню частину стін храму, але й його фундаменти. Підлога давньої споруди не збереглася. Остання у свій час була викладена плінфою, полив'яними плитками та шиферними різьбленими плитами з мозаїкою. Експонується лише збережена частина підлоги з плінфи західного притвору.
Давня архітектура Переяслава представлена насамперед оригінальними залишками давнього Михайлівського собору XI століття. Експонуються будівельні матеріали та зразки архітектурних деталей переяславських будівель, речові знахідки, здобуті під час розкопок давньоруських
архітектурних пам'яток Переяслава, графічні реконструкції переяславських споруд XI-ХІІІ століть, художні копії мозаїчних та фрескових орнаментів, авторські роботи сучасних художників, оригінальні фотографії розкопок 1950—1960-их та 1970—1980-их років.

## Галерея

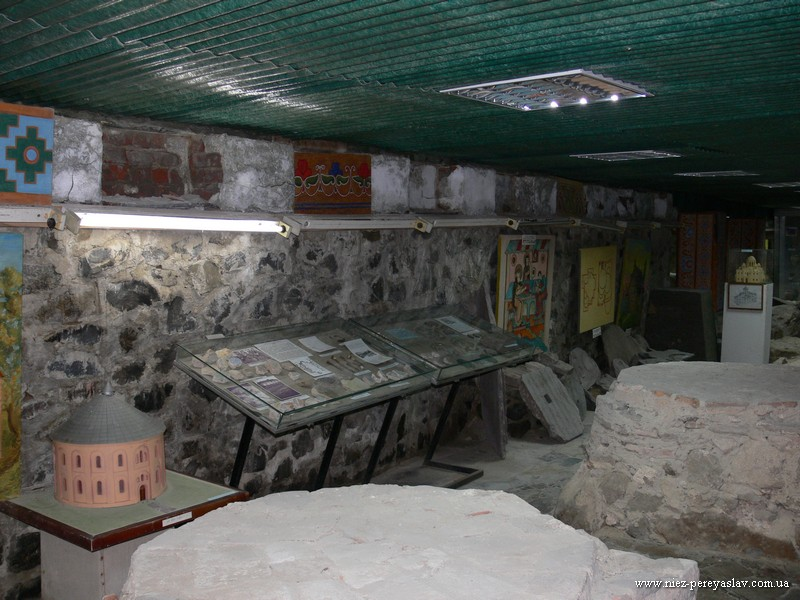
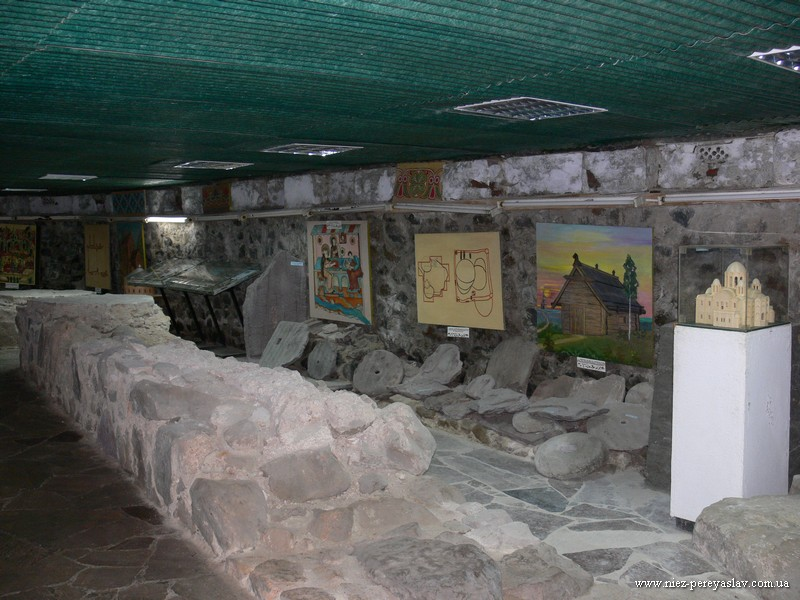
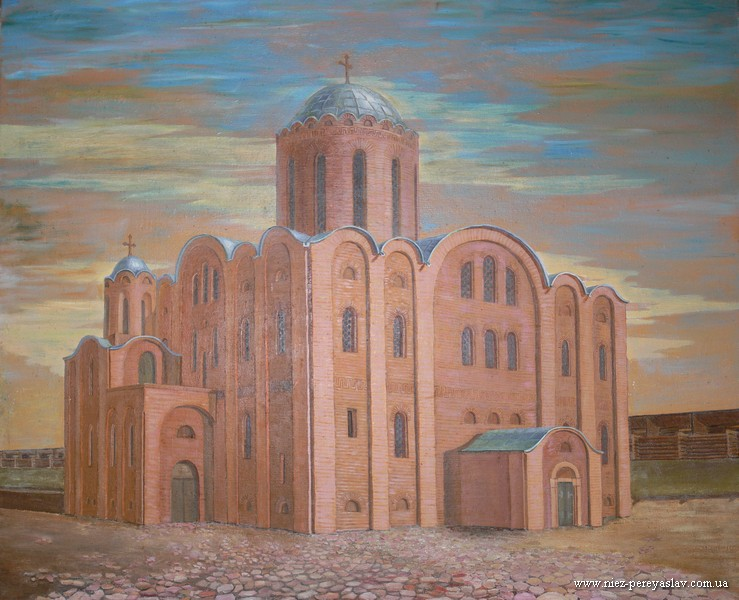
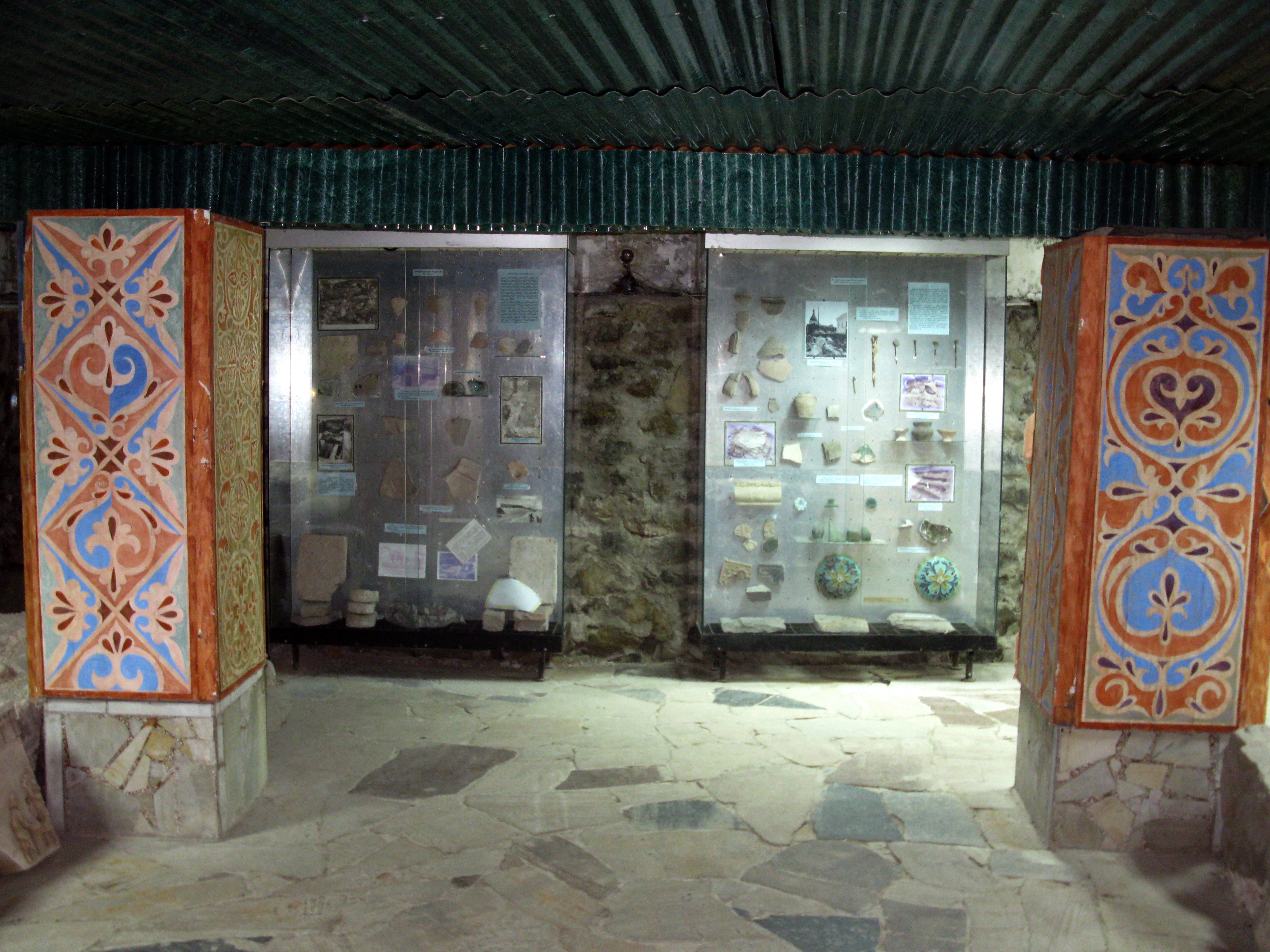
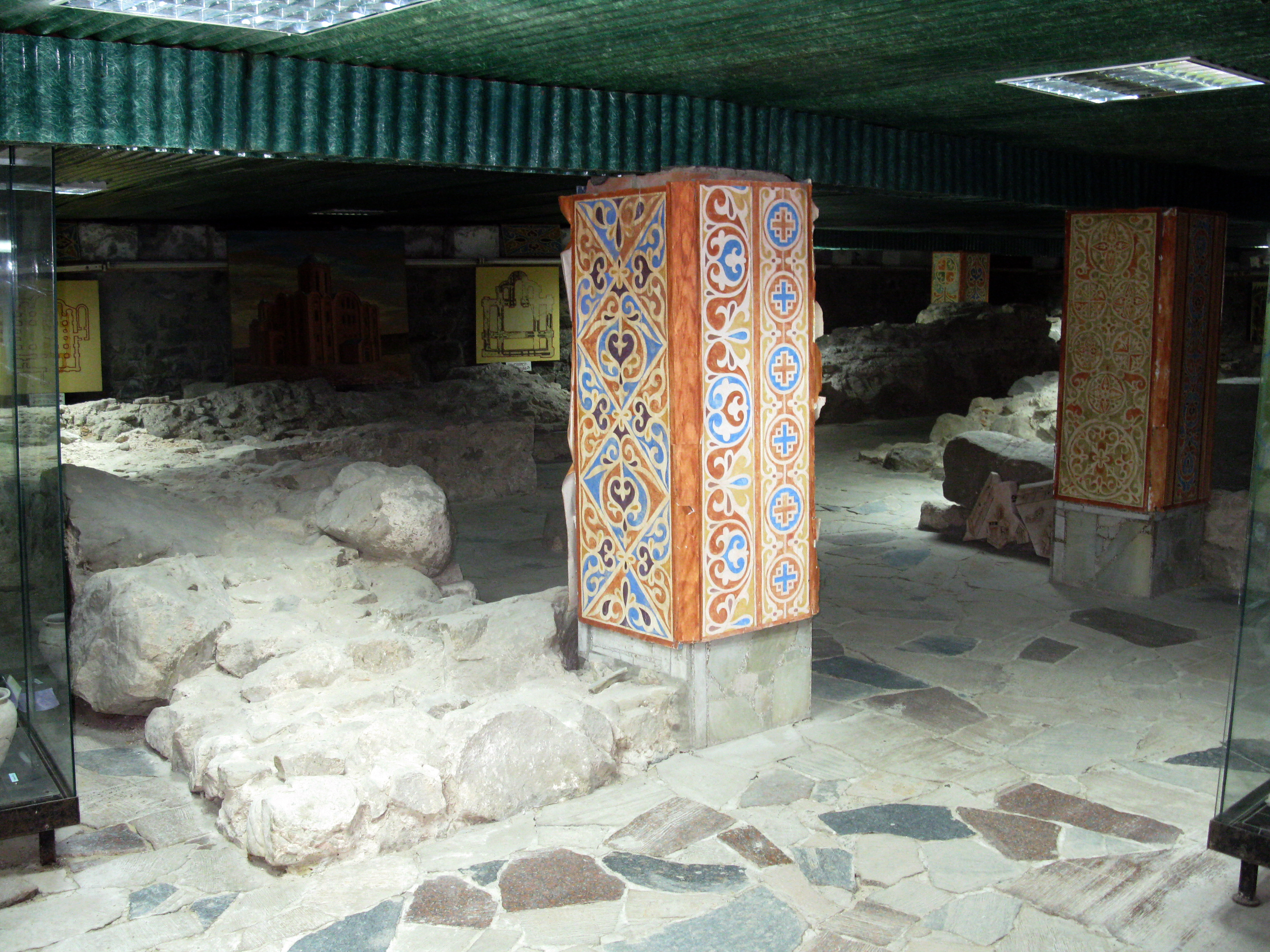
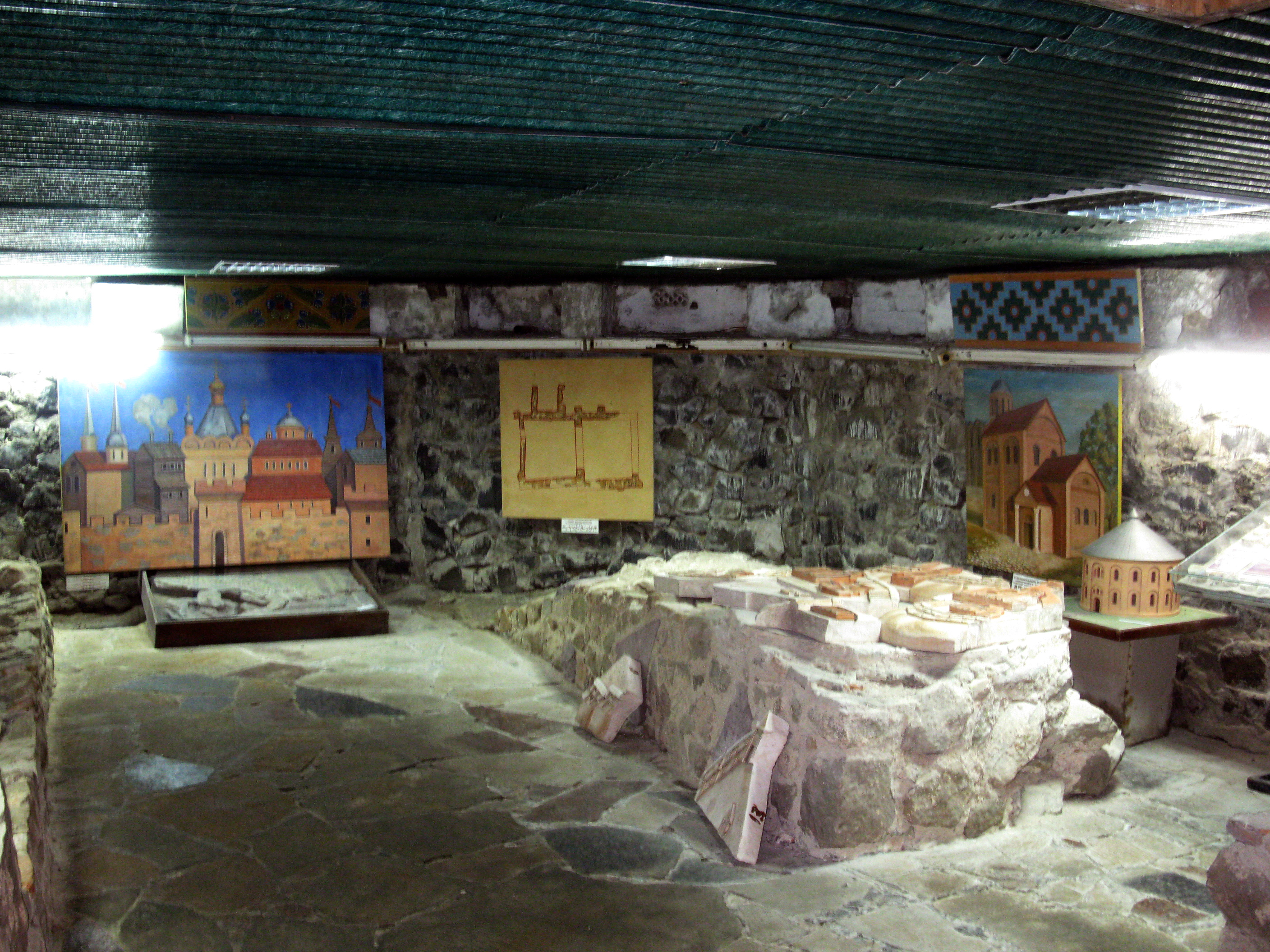
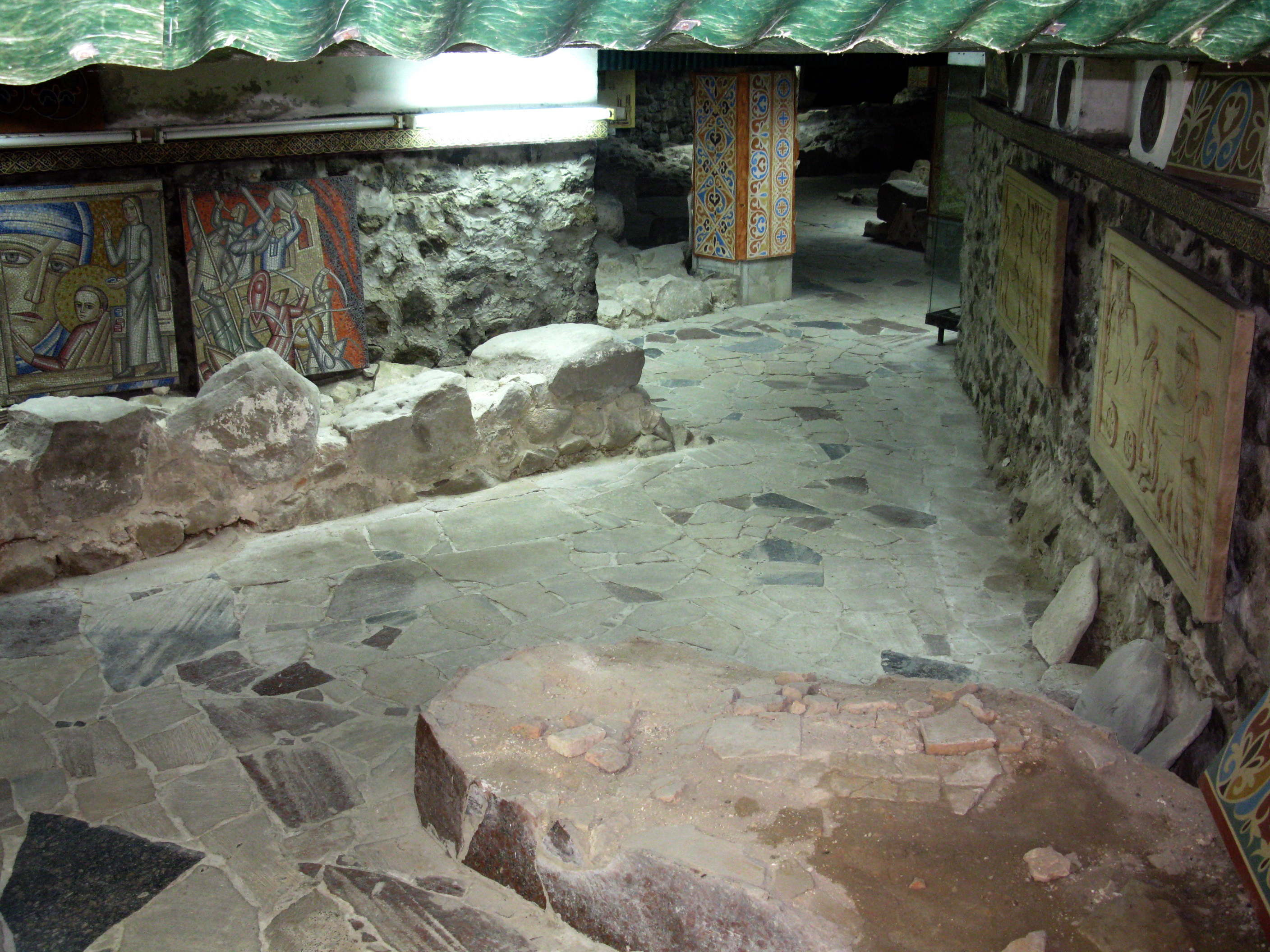